# دم اکینو
دم اکینو (به پرتغالی: Dom Aquino) یک منطقهٔ مسکونی در برزیل است که در ماتو گروسو واقع شده‌است. دم اکینو ۸٬۱۵۹ نفر جمعیت دارد.